# Оконто (Небраска)
Оконто (енгл. Oconto) град је у америчкој савезној држави Небраска.

## Демографија
По попису из 2010. године број становника је 151, што је 10 (7,1%) становника више него 2000. године.
| Група             | 2000.       | 2010.       |
| Белци             | 136 (96,5%) | 140 (92,7%) |
| Афроамериканци    | 0 (0,0%)    | 0 (0,0%)    |
| Азијати           | 0 (0,0%)    | 0 (0,0%)    |
| Хиспаноамериканци | 5 (3,5%)    | 6 (4,0%)    |
| Укупно            | 141         | 151         |